# Războaiele Medice
Războaiele persane sau Războaiele medice au fost o serie de conflicte militare dintre lumea Greciei antice și Imperiul Persan. Aceste războaie s-au desfășurat între aproximativ 500 î.Hr. și 448 î.Hr..
La mijlocul secolului VI î.Hr., Imperiul Persan întemeiat atunci de Cirus II a intrat în contact cu grecii din Europa, după ce a subjugat Ionia. Darius I a extins imperiul său asupra văii Indusului, apoi generalul său a supus Tracia și Macedonia, care au devenit tributare Marelui Regat persan. În anul 501 î.Hr. ionienii se răscoală, sprijiniți de Atena. Darius hotărăște să pedepsească Atena, iar în 490 î.Hr. trimite o flotă puternică sub comanda lui Datis și a lui Artaferne. Atenienii tocmai restabiliseră democrația prin reformele lui Clistene, dar aristocrații și partizanii Pisistrazilor, nemulțumiți, s-au aliat cu perșii și, după ce aceștia au părăsit Eubeea, tiranul răsturnat Hipias i-a condus pe perși la Maraton.

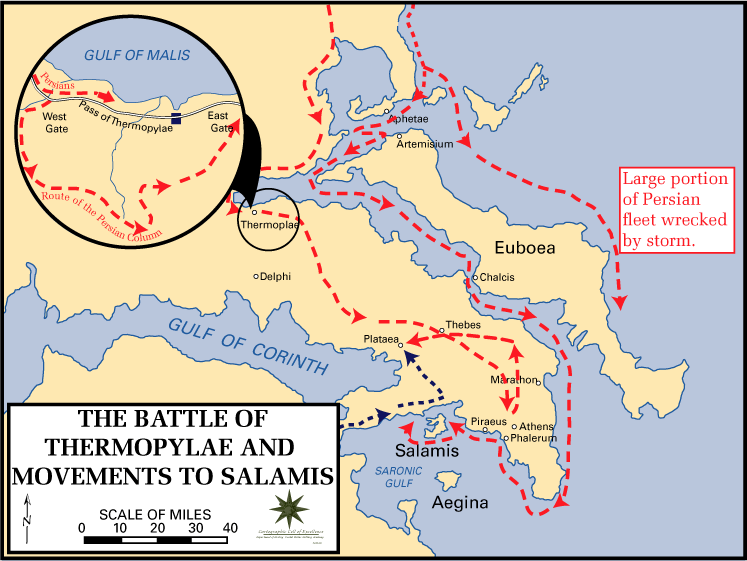
Bătălia de la Termopile

În fața amenințării de invazie a perșilor, atenienii i-au chemat în ajutor pe spartani, care însă, sărbătorind atunci carneia (sărbătoarea agrară a lui Apollo Carneios, protector al turmelor), și-au amânat plecarea. Miltiades a obținut ca cei nouă strategi numiți o dată cu el să-i cedeze comanda, care era înnoită în fiecare zi. El a așteptat propria sa zi de comandă (13 septembrie 490 î.Hr.) pentru a lansa hopliții greci asupra perșilor, în celebra Bătălie de la Maraton. Perșii au fost înfrânți și aruncați în mare. Ei au încercat atunci să surprindă Atena, lipsită de apărători, dar era prea târziu, căci învingătorii se întorseseră, în fugă, la cetatea lor. Flota barbară și-a ridicat pânzele, umilită pentru prima dată.

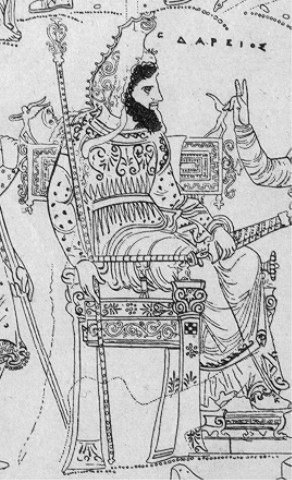
Darius I, pe un vas grecesc

Darius s-a decis apoi să dea o lovitură puternică Atenei. Timp de trei ani, el a făcut pregătiri pentru o nouă expediție de anvergură, dar a renunțat la planul său din cauza unei rebeliuni a egiptenilor. El a murit, lăsând fiului și urmașului său Xerxes sarcina de a răzbuna onoarea perșilor.
Când s-a urcat pe tron, în anul 486 î.Hr., prima grijă a lui Xerxes a fost să-i supună pe egiptenii revoltați, apoi a hotărât să pornească împotriva Greciei în fruntea unei armate puternice: Herodot dă cifra fabuloasă de 2641610 de oameni, cifră pe care Ctesias, care a fost medic la curtea urmașilor lui Xerxes, a redus-o la 800000 de oameni. El a pornit la drum în primăvara anului 480 î.Hr., a traversat Hellespontul pe un pod de vase și, sprijinit de o flotă puternică, a coborât spre Grecia prin Tracia și prin Macedonia. Grecii au încercat zadarnic să-l oprească pe invadator la intrarea în Tessalia. Ei au renunțat la acest plan și s-au retras în spatele Termopilelor, unde l-au lăsat pe regele Leonidas în fruntea unei trupe mici, care a rezistat eroic invadatorilor. 

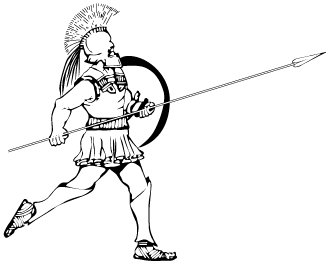
Hoplit grec

Puternica flotă persană a înaintat în golful de la Salamina, în timp ce infanteria persană ocupa Atica și incendia Atena, părăsită cu totul de locuitorii săi. Flota a fost însă în cele din urmă distrusă, iar Xerxes a fugit la Sardes pentru a scăpa cu viață (29 septembrie 480 î.e.n.), lăsând generalului său, Mardonius, sarcina de a continua războiul pe uscat cu o armată de 300000 de oameni. Mardonius a fost învins la Plateea de grecii uniți. În aceeași zi grecii au repurtat o importantă victorie navală asupra flotei persane lângă Micale, în Ionia.
Conflictul dintre greci și perși n-a luat sfârșit decât prin victoria lui Alexandru cel Mare (336-323 î.Hr.) asupra lui Darius III Codommanos și cucerirea Imperiului Ahemenid de către eleni.

## Răscoala Ioniei împotriva perșilor
Adânc stânjenite în procesul dezvoltării lor economice și politice, prin prezența tiranilor locali, susținuți de perși, suportând cu greu statutul de a fi integrate într-o satrapie persană cetățile ionice se aflau în pragul unor măsuri importante. Conștiința necesității unei organizări bazate pe apelul la unire și la cererea de ajutor din partea grecilor liberi se impunea tot mai pregnant. În ajunul cuceririi Ioniei de către perși, cetățile ionice mai făcuseră o tentativă de  a cere ajutor grecilor de pe continentul european. Ei trimiseseră încă de pe vremea domniei lui Cyrus o delegație la Sparta, dar acest demers a rămas fără rezultate concrete. Atunci lucrurile au luat o altă întorsătură, deoarece răscoala găsi un șef: pe Aristagoras, ginerele lui Histiaios, acesta din urmă în anii de la începutul secolului V era încă reținut la Susa. Ca și socrul său, Aristagoras era un tiran, tiranul Miletului. Primul pas care l-a făcut a fost acela de a renunța la tiranie și a instituit un regim democratic la Milet. Al doilea, a fost o călătorie în Grecia Balcanică pentru a sonda opinia grecilor de peste mare și a se asigura de ajutorul pe care putea conta. Mai întâi, ca și înaintașii săi, s-a îndreptat spre Sparta, unde nu a fost bine primit. Vizita lui Aristagoras la Sparta așa cum este povestită de Herodot, a fost ulterior deformată de tradiție prin felurite anecdote. Cert însă este că Aristagoras s-a înfățișat regelui Cleomenes al Spartei însoțit de o hartă a lumii antice, gravată pe bronz, și că i-a explicat configurația continentelor, a mărilor și a fluviilor, precum și planurile de cucerire ale lui Darius. Rezultatul demersului a fost negativ. Și Aristagoras a plecat mai departe, îndreptându-se spre Atena și Eretria (498). Aici primirea a fost favorabilă; fiecare din cele două cetăți au trimis spre Ionia câte 20 de corăbii cu oameni înarmați. Socotind că nu mai are ce aștepta, Aristagoras dă semnalul revoltei, fără să asculte sfatul lui Hecataios, unul din cei mai influenți oameni din Milet, și anume îndemnul de a-și asigura mai întâi dominația mării și de a strânge fondurile  necesare unei campanii. Grecii au atacat orașul Sardes, fără să-i poată cuceri fortăreața, arzându-l  și lăsând numai ruine în urma lor; dar în preajma Efesului au fost învinși, și atenienii s-au întors acasă, unde, spre surprinderea tuturor, Hipparchos, fiul lui Charmos, un Peisistratid, este ales arhonte (496), ceea ce avea o anumită semnificație dacă se ținea seama de sprijinul dat de perși familiei Peisistrazilor. Cu toate acestea, revolta se extinde. Rând pe rând ea cuprinde în nord cetățile Propontidei, în sud pe cele din Caria și din insula Cipru. Din nefericire, Aristagoras nu avea tăria de caracter pentru a face față dificultăților care s-au ivit. Părăsind cauza pentru care luptase se refugiază în Tracia, la Myrkinos, unde, în urma unei consfătuiri cu partizanii săi, decide să urmeze un plan mai vechi, și anume, strămutarea ionienilor nemulțumiți în Sardinia. Dar nu mai izbutește să aducă nimic la îndeplinire, căci este ucis la asediul unei cetăți din Tracia. În locul lui, pe scena evenimentelor din Ionia, reapare Histiaios. Personalitatea și rolul jucat de acest fost tiran sunt mai mult decât dubioase. Pe cât se pare, reîntoarcerea sa în fruntea răsculaților urmărea mai degrabă profituri personale din acțiunea de piraterie. Nu după mult timp a fost prins de Artaphernes, satrapul Lydiei, și omorât prin crucificare (493).
Nici revolta nu mai avea sorți de izbândă. În 494, perșii organizează pe mare și pe uscat asediul Miletului. La insula Lade, în fața Miletului, flota ionică alcătuită din 353 de corăbii trimise de diferite cetăți, dar lipsite de o comandă unitară, este împrăștiată, în ciuda minunilor de vitejie înfăptuite de luptătorii din Chios. Miletul a fost cucerit, incendiat, bărbații uciși, iar femeile și copii duși în captivitate la Susa. Marele templu al lui Apollo de la Didyma, unul dintre oracolele vestite ale lumii antice a fost de asemenea ars, împotriva ordinelor date de Darius. Restul orașelor ionice care luaseră parte la revoltă au fost la rândul lor supuse.

## A doua și a treia expediție a lui Darius în Europa
După revolta ionică regele Darius, avea mai multe obiective în fața sa: reorganizarea Greciei asiatice, consolidarea puterii sale în Tracia și pedepsirea acelor greci, în frunte cu Atena, care participaseră la ajutorul dat Ioniei și la asediul Sardesului. Reorganizarea Ioniei ca satrapie i-a fost încredințată lui Artaphernes, dar, în mod înțelept, Darius nu a reinstaurat regimurile tiranice din trecut care constituiseră una din cauzele revoltei; Mardonios, ginerele regelui, a fost trimis să restaureze puterea persană în Tracia și Macedonia, dar, în urma unui naufragiu în apele promontoriului de la Muntele Athos, Mardonis nu a putut să-și îndeplinească în totalitate misiunea. Cu toate acestea, insula Thasos se află acum sub stăpânire persană, iar tracii și macedonenii recunosc puterea lui Darius. Acesta, în persoană, pregătește o expediție de represalii împotriva Eretriei (în insula Euboia) și Atenei, îndemnat la acest act de răzbunare îndeosebi de Hippias, care încă se mai află la curtea sa. În Consiliul regelui s-a luat hotărârea ca această expediție să evite Tracia și să fie exclusiv maritimă, traversând Marea Egee. Înainte de a porni atacul, Darius a poruncit tuturor cetăților maritime pe care le stăpânea să echipeze corăbii de război și a dus o intensă activitate diplomatică, intrând în contact cu dușmanii Atenei. În mod surprinzător, activitatea sa diplomatică a dat totuși roade. Comanda expediției a fost încredințată lui Datis și lui Artaphernes, acesta din urmă fiind nepotul regelui. Perșii au străbătut Marea Egee în fruntea unei flote de 600 de corăbii, după mărturia lui Herodot punctul de plecare al uriașei flote fiind insula Samos. În nici una din insulele Ciclade nu au întâmpinat rezistență. Apoi s-au angajat pe cursul canalului care separă Attica de Eubeea. Coloniștii din Attica așezați aici în calitate de cleruhi au sărit în ajutorul Eretriei, dar o apărare comună, attico-euboică, n-a fost organizată. După o rezistență eroică, Eretria a capitulat, iar locuitorii cetății au fost înrobiți. Rămânea acum pedepsirea atenienilor. Traversând canalul, perșii au debarcat în apele golfului de la Marathon. Primejdia era iminentă, când un ajutor neașteptat s-a ivit în persoana lui Miltiades cel Tânăr, dușman neîmpăcat al perșilor și al lui Hippias. Întors în patrie, însoțit de numeroși soldați, el este ales pe dată strategos al tribului său din Attica. Dar și atenienii luau în acest timp cu înfrigurare măsurile necesare, cerând ajutoare de la lacedemonieni (care n-au putut veni din cauza unor opreliști religioase) și de la plateeni care s-au raliat celor 9000 de soldați cetățeni cât putuse Attica să strângă. Polemarhul din acel an faimos, 490 î.Hr., era Callimachos, un om ponderat, care a înțeles că nu are decât de câștigat de pe urma experienței îndelungate a lui Miltiades. Tot el a fost acela care a influențat Adunarea cetățenească (Ecclesia) să voteze pentru adoptarea planului de bătaie propus de Miltiades, și anume atacul direct asupra perșilor debarcați la Maraton. Pozițiile ocupate de greci contra inamicului au fost indicate tot de Miltiades, ca și strategia și tactica adoptate în cursul întregii acțiuni. Printre cetățenii atenieni se aflau Temistocles, fiul lui Neocles, și poetul Eschil. Victoria obținută a fost strălucită, acoperind de glorie pe cei care au participat la bătălie și care au purtat cu cinste până la sfârșitul vieții lor numele de marathonomachi, adică luptători la Maraton.  După sfârșitul luptei au venit și spartanii, în număr nu prea mare, dar suficient pentru a-i determina pe perși, care suferiseră pierderi grele, să plece pe mare.
Atenienii au cinstit cum se cuvine memoria celor căzuți, printre care se afla și Callimachos, iar în jurul bătăliei, al cărei incontestabil erou era Miltiades, s-au țesut o sumedenie de legende, care au rămas în fondul de aur al literaturii patriotice grecești. Oracolului de la Delfi i-au fost închinate ofrande, iar la Atena s-au ridicat monumente și s-au săpat inscripții în versuri (epigrame funerare) pentru cei căzuți, al căror monument comun, o movilă funerară, dăinuiește până astăzi. După aproximativ 25 de ani de la bătălie, victoria grecilor a fost reprezentată într-o imensă frescă ce decora Porticul din Agora și comemorată prin batere de monede. Nemuritoare a rămas și gloria alergătorului care a adus vestea victoriei la Atena.
Semnificația acestei bătălii câștigată de Atena este multiplă: Orașul a izbutit să scape de soarta nemiloasă care a lovit Eretria și de reinstaurarea tiraniei lui Hippias, sosit odată cu perșii; prestigiul democrației sclavagiste ateniene a crescut dându-i curajul să se afirme ca una din constituțiile cele mai bine organizate din lumea contemporană; o consecință imediată a fost începutul fundării așa numitului imperiu maritim, atenian, începută printr-o neizbutită expediție împotriva insulei Paros, sub comanda lui Miltiades. Acest eșec, care l-a costat viața pe Miltiades, s-a soldat cu un proces intentat învingătorului de la Maraton, dar nu a putut opri drumul ascendent al cetății spre rangul de primă putere maritimă a Greciei.

## Creșterea și perfecționarea democrației sclavagiste în Atica
În cursul anilor care au urmat reformei lui Cleisthenes au fost aduse însemnate modificări în structura constituției ateniene (487-486). Dezvoltarea firească a lucrurilor ducea spre întărirea Consiliului consultativ (Bule) format din 500 de delegați și slăbirea puterii magistraților. Cei 10 arhonți sunt aleși tot prin vot, din cadrul Consiliului consultativ, ceea ce denotă că importanța politică a magistraturii supreme în statul atenian este atenuată. Același lucru este valabil și pentru postul de polemarh, devenit eligibil ca și arhonatul. În schimb, corpul celor 10 strategi aleși de triburi capătă o importanță din ce în ce mai mare. Pericolul unor neînțelegeri ăntre strategi era evitat prin procedeul care permitea Adunării cetățenești să încredințeze comanda militară, într-o anumită împrejurare, unui singur strateg din cei 10.    
Despre atribuțiile Areopagului, în această perioadă, nu se știe prea mult. În orice caz, Areopagul (la origine Consiliul bătrânilor) este și mai mult slăbit prin apariția unei noi instituții, ostracismul, atribuită de tradiție reformelor lui Cleisthenes, în realitate apărută la 2 ani după victoria de la Marathon (488).Ostracismul (ostrakismos), ca instituție, prevedea ca, în timpul celei de a 6-a prytanii a fiecărui an Adunarea cetățenilor (Ecclesia) să fie consultată dacă dorește sau nu să se țină un ostracism (exilarea unui cetățean pe bază de vot; votarea se făcea pe tăblițele de scoică, ostrakon); în caz afirmativ, ostracismul se ținea în timpul celei de a 8-a prytanii și votul prin care se ostraciza o anumită persoană, pentru ca să fie validat, trebuia să întrunească 6000 de tăblițe.Cel condamnat nu mai avea drept să se mai întoarcă la Atena decât după 10 ani.Îndreptată în primul rând împotriva Peisistrazilor și a partizanilor lor, măsura avea totuși și o deschidere mai largă: înlăturarea tuturor acelora considerați o piedică în calea hotărârilor luate de Adunările poporului atenian. Primele victime ale ostracismului au fost Hipparchos, fiul lui Charmos și Megacles, care trecuseră de partea Peisistrazilor, tatăl lui Pericle, Aristide și Temistocle. Deși conducători ai unor partide diferite, cu programe politice diferite, acești 3 conducători au fost susținători fervenți ai ostracismului, dar primii 2 i-au căzut victime: Xanthippos, în 484, și Aristide, în 482. Aristide era exilat fiindcă Temistocle vedea în el un oponent al politicii sale de expansiune a Atenei.

## Politica lui Temistocle pentru ridicarea Atenei la rangul de mare putere maritimă
Temistocle, ales arhonte, doi, trei ani înainte de invazia perșilor (492), a fost unul din cei mai de seamă oameni politici atenieni.  Herodot nu-l iubește și totuși nu se poate împiedica să nu-l admire. El a contribuit mai mult decât oricare altul la transformarea Atenei într-o putere maritimă de prim rang, dându-și seama de imensul potențial uman și material ce putea fi folosit spre binele cetății. Încă de pe vremea arhonatului său, deci înainte de invazia persană, Temistocle a început vaste lucrări de fortificație în portul Pireu, construcții de șantiere navale și construcția de porturi. El a inițiat și construcția marilor ziduri care uneau Atena de Pireu, în pofida opoziției pe care a întâmpinat-o. Lucrările au fost temporar întrerupte în timpul invaziei persane, dar, un conflict cu Egina, în care a fost atrasă și Sparta a convins Adunarea cetățenească de utilitatea politicii duse de Temistocle. Adunarea a votat folosirea argintului extras din minele de la Laurion pentru construcția de nave, nu pentru distribuții publice cum era inițial destinată, și astfel Atena s-a văzut posesoarea unei flote de aproape 200 de trireme, tip de navă extrem de suplă în manevre care putea rivaliza cu cele mai bune tipuri de corăbii ale vremii, folosite de Corcyra sau de Corint.

## Al doilea război cu perșii inițiat de regele Xerxes
În decada care separă primul de cel de al doilea război  greco persan (490-480 î.Hr.), revolta Egiptului împotriva perșilor și moartea regelui Darius i-au împiedicat pe perși să treacă la acțiuni de represalii împotriva grecilor. Succesorul lui Darius, Xerxes I, fiul său și al Atossei, la începutul domniei sale a fost ocupat cu reprimarea unei răscoale din Egipt (484-483). Apoi și-a întors forțele spre Grecia. Expediția pregătită de Xerxes a avut un cu totul alt caracter decât cea din 490 î.Hr. Regele a început pregătiri de amploare încă din 483: în cadrul acestor pregătiri în sudul Traciei s-a tăiat un canal peste peninsula Muntelui Athos, pentru evitarea unui naufragiu în acest loc periculos, și s-a construit un mare pod peste Strymon. De data aceasta invazia al cărei scop era cucerirea Greciei Balcanice, urma să depășească Hellespontul și apoi, trupele de uscat, susținute de cele maritime care înaintau de-a lungul coastelor Traciei, Macedoniei și Greciei aveau ca primobiectiv să pătrundă în Atica. Acest plan strategic a fost adus la îndeplinire, însă sfârșitul expediției a fost cu totul altul decât cel scontat de Xerxes.
În toamna anului 481 î.Hr. Xerxes a venit de la Susa la Sardes, unde și-a stabilit cartierul general și de unde a întâmpinat la Critalla, în Cappadocia, contingentele orientale ale imensei sale armate. În primăvara anului următor (480) a trecut Hellespontul pe un pod de vase, după ce o puternică furtună distrusese primul pod, construit de arhitecți fenicieni și egipteni între Sestos și Abydos. Reconstrucția a fost încredințată altor ingineri și, datorită lui Herodot, se cunosc în detaliu caracteristicile acestei remarcabile realizări. În Tracia, la Doriscos, s-a făcut joncțiunea trupelor de uscat cu cele maritime. Aici Xerxes a făcut numerotarea trupelor ce-i stăteau la dispoziție. Cifrele date de Herodot sunt cu totul departe de realitate, dar este posibil ca armata regelui să fi atins numărul de 2 milioane de oameni, iar flota regelui să se fi ridicat la 800 de corăbii. De la Doriscos, Xerxes înaintă spre Terma și de aici drumul spre Grecia îi era deschis.

### Pregătirile grecilor
Se înțelege de la sine emoția și îngrijorarea care a cuprins cetățile Greciei Balcanice în fața avalanșei dușmanilor care atacau dinspre nord. Regele Persiei, afară de Atena și Sparta, ceruse oficial supunere de la toți grecii. Uitând de deferendele care le despărțeau, cele două cetăți fruntașe din Grecia Balcanică, Atena și Sparta au convocat la Istmul de Corint un Congres panelenic(toamna anului 481) pentru ca în comun să fie luate măsurile de cuviință. La Congresul (Synedrion) de la Istm și-au trimis reprezentanții(probouloi) 31 de cetăți. Cu toate acestea s-au găsit și cetăți, îndeosebi cele din nordul direct amenințat, din Beoția și din Grecia centrală care nu au răspuns la apel. Motivele erau diverse. Printre altele, aceste cetăți nu credeau în eficiența unei apărări comune, ceea ce, în parte s-a adeverit, iar tiraniile locale, cea a Aleuazilor, de pildă din Tesalia, sau regimurile oligarhice, ca cel de la Teba, nu disprețuiau ofertele atrăgătoare venite din partea regelui pers. În sânul Congresului n-au lipsit divergențele cu privire la modalitățile de a întâmpina dușmanul și la deținerea conducerii supreme. În cele din urmă, Atena, care avea cea mai puternică flotă, a cedat, și comanda supremă a fost preluată de Sparta, favorizată de majoritatea participanților. Regele Leonida a fost numit comandant suprem al trupelor de uscat, iar Euribiades, deși nu aparținea nici uneia din cele două case regale ale Spartei, comandant al flotelor confederate. S-au luat în comun măsuri organizatorice, măsuri de aprovizionare și s-a inițiat o intensă activitate diplomatică. S-a cerut sprijin din partea Cretei, a Corcyrei, a Siracuzei, ajutoare care însă nu au venit de nicăieri. Siracuza, unde domnea tiranul Gelon, era ea însăși amenințată de un atac din partea cartaginezilor, la instigația perșilor. La Atena, construcția corăbiilor necesare luptelor navale se desfășoară acum din plin iar Temistocle, uitând de vechile dușmănii politice, admite ca Aristide și Xanthippos să fie rechemați și numiți în posturi de conducere militară.

### Bătălia de la Termopile
Pe când Xerxes se mai afla încă în regiunea Hellespontului, unele cetăți din Tesalia au trimis un mesaj comandamentului suprem aliat cerând ca să trimită ajutoare grabnice pentru apărarea trecătorii de la Tempe. Acest ajutor a fost trimis dar, când comandanții militari și-au dat seama că armatele lui Xerxes puteau ușor ocoli valea Tempei și coborî prin alte trecători, au renunțat la acest proiect și și-au fixat locul de apărare la Termopile (Thermopylai), o trecătoare îngustă la sud de Muntele Oeta, care ducea în Locrida. Comanda trupelor alcătuite din hopliți recrutați din Pelopones, majoritatea arcadieni, din focidieni, tebani, locri și alții era deținută de Leonidas, unul dintre regii spartani, susținut de o gardă personală de 300 de spartani, iar forțele navale au fost puse sub comanda spartanului Eurybiades. Cum trupele terestre ale perșilor și cele militare operau în strânsă cooperare, era necesar ca și flota aliată să întâmpine corăbiile din flota lui Xerxes. Grecii au opus flotei inamicului un număr de 324 trireme și 9 pentecontere, dintre care 200 de trireme erau ateniene. Punctul de stațiune al flotei grecești era Artemision, un promontoriu în nordul insulei Eubeea. În luna iulie a anului 480 perșii și-au făcut apariția. O furtună devastatoare le-a surprins flota în dreptul coastelor Magnesiei. În această întâmplare grecii au văzut un semn divin. Nici încercarea perșilor de a înconjura Eubeea și a prinde în clește flota greacă nu a izbutit. O nouă furtună a favorizat din nou pe greci, fără totuși ca aceștia să obțină o victorie clară. Între timp, Leonidas ocupase pozițiile de la Termopile, iar focidienii asigurau apărarea unui drum de munte care avea acces în vale. Xerxes a atacat după 4 zile de așteptare fără să obțină rezultatul scontat. Atunci a luat hotărârea să încerce o încercuire pe drumul montan de ocol și tradiția citează numele lui Ephialtes din Trachis, drept cel care i-a condus pe perși. Leonidas a ținut un consiliu de război și a organizat apărarea pasului, luându-și asupra sa sarcinile cele mai grele. Nu se cunosc hotărârile luate de rege în această împrejurare dramatică care l-a costat viața. Din paginile scrise de Herodot despre bătălia de la Termopile nu reiese adevărul. Cert este că în trecătoare au rămas spartanii, thespienii și tebanii, aceștia din urmă, după Herodot, reținuți fără voia lor. În lupta care s-a dat, perșiiau suferit pierderi grele, doi frați ai lui Xerxes au căzut, iar Leonidas si oamenii săi au luptat eroic până ce au fost doborâți de numărul covârșitor al perșilor. Vestea despre bătălia de la Termopile a produs o impresie profundă în rândul aliaților, iar flota greacă s-a grăbit să ajungă în apele teritoriale ale Aticii, prin strâmtoarea Euripos.

### Bătălia de la Salamina
Drumul spre sud era acum deschis pentru Xerxes (luna august, 480). Teba, și așa bănuită de medism (atitudine favorabilă pentru perși, confundați cu mezii) nu a depus nici o rezistență. Intenția lui Xerxes de a jefui tezaurele de la Delfi nu a fost încununată de succes: o apărare organizată pe înălțimi-atribuită de tradiția legendară unor eroi locali-a reușit să-i alunge pe jefuitori, prin prăbușire de bolovani și stânci. Totuși, calea spre Atica era liberă. Temistocle și colegii săi au decis evacuarea Atenei. Majoritatea populației civile a fost transportată la Egina, Salamina și Troizen. Consiliul Areopagului a distribuit în aceste grave momente de criză câte 8 drachme pentru cei care s-au îmbarcat, dar, în urmă au mai rămas destui atenieni, de presupus locuitori aparținând păturilor mai puțin avute. Xerxes a ajuns la Atena odată cu flota sa care a ancorat la Phaleron. Orașul era părăsit. Asediul Acropolei a durat nu mai puțin de 2 săptămâni. Toți cei refugiați acolo au fost uciși, iar templele jefuite și arse (sept 480).
După căderea Acropolei grecii aliați au ținut un Consiliu de război în care s-a hotărât apărarea Istmului de Corint, ceea ce însemna abandonarea Eginei, a Salaminei, unde se găseau refugiați atenieni și megarieni. Temistocle a hotărât să împiedice cu orice preț punerea în aplicare a acestui plan. El i-a cerut o întrevedere lui Eurybiades și l-a convins de avantajele unei apărări organizate în apele Salaminei. Propunera lui Temistocle a prevalat într-un alt consiliu și astfel flota persană a fost silită, printr-o stratagemă, să primească lupta. Desfășurarea bătăliei navale de la Salamina, 20 septembrie 480, ne este cunoscută din două izvoare: poemul dramatic Perșii a lui Eschil și relatarea lui Herodot din cartea a VIII-a a Istoriilor sale. Deși între aceste două izvoare nu există o concordanță perfectă, datorită multor date ale tradiției nefavorabile lui Temistocle, introduse de Herodot în povestirea sa, reiese totuși că victoria grecilor a fost clară, flota lui Xerxes, care a asistat personal la bătălie, suferind grele pierderi în oameni și materiale. Tradiția greacă îl arată pe Xerxes ca pe un om pierdut dezorientat, cu gândul la fugă. Lucrurile nu stăteau însă câtuși de puțin așa. Regele, într-adevăr, era furios pe comportarea fenicienilor pe care contase cel mai mult și se temea ca restul flotei sale să nu facă o defecțiune. Înfrângerea sa era cunoscută în toată Grecia, care jubila de bucurie, iar din Ionia soseau vești îngrijorătoare. Practic, Xerxes își atinsese țelul urmărit; acum regele căuta să-și asigure drumul de întoarcere în vreme ce nu abandona câtuși de puțin planul său de subjugare a Greciei Balcanice. Socotea însă că în împrejurările atunci actuale, prezența sa era absolut necesară în Asia. Și evenimentele i-ai dat dreptate. Flota a fost trimisă către Hellespont cu ordinul să-i asigure trecerea spre Asia, iar el personal a plecat în aceeși direcție. Dar podul de vase nu mai exista. Regele a traversat marea la Abydos și apoi a ajuns la Sardes, de unde plecase. Cei 60.000 de oameni care-l însoțiseră au fost trimiși înapoi în Grecia, unde comanda trupelor de uscat a fost încredințată lui Mardonios. Deocamdată, la sosirea iernii, operațiile de război au fost întrerupte.

#### Consecințele bătăliei de la Salamina
Plecarea lui Xerxes a contribuit la mărirea ecoului provocat de victoria navală a flotei grecești. În bucuria care a urmat nimeni nu a mai fost de acord cu Temistocle, care cerea ca perșii să fie urmăriți și succesul obținut să fie dus până la capăt. Primejdia se îndepărta de Pelopones și acest lucru era obiectivul principal urmărit de Sparta și de aliații ei. La Istm s-au distribuit premii pentru vitejia arătată în lupta navală, pe locul întâi situându-se egineții, iar pe locul doi atenienii; în memoria regelui Leonidas și a celor trei sute de spartani care au căzut până la unul, la Sparta a fost ridicată o columnă pe care li s-au înscris numele; numeroase stele funerare cu inscripții în versuri elegiace aminteau de sacrificiul celor care și-au dat viața pentru patriile lor, iar în arta și literatura timpului au apărut opere de mare valoare care au imortalizat înfruntarea între greci și barbaroi (vorbitorii unor limbi străine). La Sparta, eveniment memorabil, Temistocle a fost sărbătorit. În primăvara următoare (479), Mardonis a primit ajutoarele trimise de Xerxes, sub comanda lui Artabazos, în vreme ce flota persană, slăbită mult în structura și capacitatea ei de luptă, avea sarcina de a supraveghea insula Samos. Conștient că Sparta nu mai era dispusă să lupte pentru salvgardarea nordului Greciei, Mardonios a făcut o încercare de a dezbina unitatea închegată în Consiliul de la Corint, și, în acest scop, l-a trimis pe regele Alexandros al Macedoniei la Atena, cu propuneri avantajoase. Ofertele comandantului persan au fost respinse cu demnitate, dar la Sparta nu apăreau semne că fruntașii politici laconieni înțeleg primejdia. Abia când Mardonios a reapărut în Atica, după dezbateri care au durat 10 zile, după insistenta cerere de ajutor a unei ambasade sosite din partea Atenei, Megarei și Plateei, abia atunci guvernământul laconian s-a decis să trimită trupe dincolo de Istm. Aceste contingente erau formate din cetățeni spartani și perieci, ajutați de hiloți; la trecerea Istmului, lacedemonienii au fost ajunși de alte trupe sosite din Pelopones, din Eubeea și din nordul Greciei.Baza armatei lui Mardonios era stabilită la Teba. Aici, pe malul stâng al fluviului Asopos, generalul persan a construit o puternică fortificație în așteptarea atacului grec. Locul unde s-a produs ciocnirea (luna august 479), în apropiere de localitatea Plateea, era mărginit la nord de albia Asoposului, iar la sud de înălțimile masivului Cithairon. Comandantul tuturor trupelor grecești era regele spartan Pausanias. El a obținut aici o victorie strălucită, decisivă, sărbătorită în anii următori prin sacrifici și organizarea unor festivaluri denumite Eleutheria, Sărbătorile eliberării. Mardonios și-a pierdut viața pe câmpul de luptă, conducătorii tebani care i-au sprijinit pe perși au fost executați fără a fi judecați, iar armata persană, descurajată, a pornit spre Hellespont. De aici înainte regatul persan nu va mai avea niciodată veleități de cucerire a Greciei europene. Ciocnire de interese care s-au mai ivit în cursul secolelor V și IV s-au desfășurat numai în regiunea asiatică. La Plateea rolul de frunte în câștigarea acestei bătălii istorice l-au avut spartanii și tegeații. La puține zile însă după acest succes răsunător, flota greacă, care patrula în apele insulei Delos, înștiințată de victoria obținută împotriva lui Mardonios, a trecut la rândul ei la atac împotriva flotei persane, staționate la Samos, care număra în rândurile ei numeroase corăbii ionice. Bătălia navală care s-a dat în fața promontoriului Mycale, pe coasta asiatică care străjuiește Samosul, a fost crâncenă (luna august, 479). Apoi grecii au debarcat pentru a devasta taberele inamicului instalate pe continent. Și cu acest prilej perșii au fost învinși, mai ales dacă se ține seama de imediata defecțiune a ionienilor pe care îi siliseră să meargă alături de ei. Comanda corăbiilor din Pelopones o avea Leotychidas. Mulțumit de rezultatul bătăliei, spartanul s-a întors de îndată spre Grecia Balcanică. Nu acesta a fost cazul atenienilor și al ionienilor. Conduși de Xantippos, dornici să-și impună prezența în Egeea, flota ateniană-ionică cucerește Sestosul din Hellespont, asigurând astfel libertatea regiunilor propontice. Prin această victorie era continuată politica de expansiune dusă anterior de Peisistratos și de Miltiades și, după câte judecă Herodot, care își încheie la acest moment Istoria sa, de aici înainte calea este deschisă pentru instituirea așa-numitului imperiu maritim atenian, cunoscut sub denumirea de Liga Ateniană.

## Atacul cartaginez asupra Siciliei
În vreme ce grecii din răsăritul Mediteranei luptau împotriva perșilor pentru a-și asigura libertatea și propria dezvoltare, și cei din partea occidentală a bazinului mediteranean s-au văzut nevoiți să facă grele sacrificii pentru a înfrunta pericolul venit din partea fenicienilor. Ceea ce inițial era o confruntare, îndeosebi pe planul concurenței comerciale, s-a transformat încă din cursul secolului al VI-lea în lupte înverșunate. Sicilia și Sardinia erau obișnuitul teatru al acestor confruntări, dar nici coasta de sud a Franței, unde foceenii fundaseră Massalia (Marsilia) sau coastele răsăritene și sudice ale Spaniei, nu erau scutite de asemenea ciocniri sângeroase. Alături de fenicieni, etruscii, aliații lor reprezentau un alt dușman înverșunat al coloniștilor greci. În a doua jumătate a secolului al VI-lea (cca 535), etruscii au izbutit să-și asigure controlul Corsicei, iar cartaginezii pe cel al unei bune părți din Sardinia. Cartagina amenința acum tot mai stăruitor coloniile din Sicilia.
Tirania în Sicilia. În a doua decadă a secolului al V-lea Sicilia era dominată de regimuri tiranice: Anaxilas din Rhegion era acum și stăpânul coloniei Zancle (Mesana); Terillos, socrul său, deținea tirania din Himera; în sudul insulei se instalase la putere o altă famile de tirani, Gelon, la Siracuza, și socrul acestuia Theron, la Akragas (Agrigent). Tirania lui Gelon era oarecum de tipul aceleia restaurate de Pittacos în Lesbos. Lucrările urbane și cele de fortificații pe care le-a inițiat l-au îndreptățit să poarte titlul de al doilea fondator al Siracuzei. Soția sa, Damareta, fiica tiranului Theron, îi aducea un plus de siguranță în opera sa de construcție și de culturalizare a Siracuzei.
Intervenția Cartaginei. Un conflict între Theron din Akragas și Terillos din Himera a fost pe punctul de a costa libertatea grecilor din Sicilia. Alungat din Himera de adversarul său, Terillos apelează la ajutorul Cartaginei, întocmai cum Hippias apelase la cel al perșilor. De altfel, regatul Persiei și republica cartagineză acționau de comun acord împotriva grecilor. Echipajele cele mai valoroase din flota lui Xerxes erau cele feniciene. La Tyr și la Sidon emisarii lui Xerxes duceau intense tratative cu fenicienii cartaginezi pentru înrobirea tuturor ținuturilor unde se instalaseră grecii, mai ales de când regele aflase că aliații din Consiliul de la Istm ceruseră ajutor și de la Siracuza. În cursul anului 480 Cartagina se decide să lovească. O armată numeroasă sub comanda lui Hamilcar, unul din magistrații principali ai republicii cartagineze (sofeti) a traversat marea spre Sicilia pentru a-l ataca pe Theron, care se instalase la Himera. Ajutat de ginerele său, Gelon, Theron obține victoria asupra cartaginezilor, iar Hamilcar își pierde viața în împrejurări învăluite în misterul legendelor. Aproape concomitent cu bătălia de la Salamina și cu alungarea perșilor din Europa, această victorie s-a bucurat de un prestigiu egal cu cel al luptei navale de la Salamina, mai ales că a fost urmată de un tratat de pace prin care cartaginezii își luau obligația să plătească siracuzanilor o despăgubire de 2000 de talanți, în afară de uriașa pradă de război capturată de greci din tabăra cartagineză. O monedă grea de argint, cu o frumoasă efigie înfățișând victoria siracuzană, denumită demaretană, după numele, soției lui Gelon, a fost doar una din numeroasele manifestări comemorative pentru salvarea Siciliei de cucerirea cartagineză.
Consecințele victoriei de la Himera. O și mai mare înflorire a orașelor grecești din sudul Italiei a urmat după 480. La moartea lui Gelon, în 478, succesiunea a fost preluată de fratele său Hieron, în timpul căruia siracuzanii izbutesc să înfrângă și veleitățile de cucerire a dușmanului grecilor dinspre nord, etruscii. În cursul anului 474 etruscii au atacat Cyme, pe coasta de apus a Italiei de sud, colonie greacă care îi stânjenea în legăturile lor cu sudul Italiei, cu intenția de a o desființa. Flota lui Hieron i-a împiedicat însă să treacă la realizarea planului propus și astfel, coloniile grecești din sudul Italiei (Magna Graecia) și cele din Sicilia au fost salvate de amenințările venite atât dinspre sud cât și dinspre nord. Victoria lui Hieron împotriva etruscilor a fost cântată de Pindar în prima sa odă pythică, în vreme ce tiranul a trimis la Olympia, ca semn comemorativ al izbândei  sale, un coif de bronz, capturat de la etrusci. Coiful, pe care este săpată o inscripție comemorativă se găsește astăzi la British Museum.
Au urmat ani de grave neînțelegeri  între tirani. În 472, la moartea lui Theron, urmașul său, Thrasidoros, în conflict cu Hieron, a fost învins; Himera și Akragasul au revenit la regimuri democratice, dar Siracuza, la moartea lui Hieron (467 î.H), ajungând pe mâna unui tiran odios, Thrasybulos, fratele lui Hieron, a izbutit la rândul ei să răstoarne tirania și să instaureze un regim democratic, nu fără mari vărsări de sânge. Câțiva ani mai târziu, după 460, grecii din Sicilia au avut de întâmpinat alte dificultăți. Populația locală din Sicilia, sicelii, sub comanda unui șef destoinic, Ducetios, a organizat o federație puternică și a încercat să subjuge orașele grecești. Această încercare, fără mari perspective de succes, a fost înăbușită de Siracuza în 450, iar Ducetios, printr-un act de clemență al Adunării populare din Siracuza, exilat la Corint. Revenind mai târziu în patrie, el a fundat, cu aprobarea Siracuzei, orașul Kale Akte pe coasta de nord a insulei, într-o vreme când, probabil, ajunsese la o înțelegere cu grecii pe care voise cândva să-i supună.